# Justicia protracta
Justicia protracta är en akantusväxtart. Justicia protracta ingår i släktet Justicia och familjen akantusväxter.

## Underarter
Arten delas in i följande underarter:
- J. p. protracta
- J. p. rhodesiana